# Aszczysu (dopływ Ałkamergen)
Aszczysu (ros. Ащису) – rzeka w północnym Kazachstanie, o długości 348 km, powierzchnia zlewni 7420 km² oraz śnieżnym reżimie.
Wypływa w środkowej części Pogórza Kazachskiego, około 100 km na wschód od Karagandy. Płynie na północ; docierając do Niziny Zachodniosyberyjskiej, skręca na wschód i uchodzi do bezodpływowego jeziora Ałkamergen około 60 km na zachód od Irtyszu. Latem w średnim i dolnym biegu wysycha.